# Bathyaulax ikonenae
Bathyaulax ikonenae (лат.) — вид паразитических наездников рода Bathyaulax из семейства Braconidae. Назван в честь Suvi Ikonen.

## Распространение
Встречается в Африке (Сенегал).

## Описание
Бракониды среднего размера, длина тела около 2 см (тело 17 мм, переднее крыло 14 мм, яйцеклад 18 мм). Усики тонкие, нитевидные (из 107 флагелломеров). От близких родов отличается следующими признаками: голова снизу оранжево-коричневая, лоб и затылок чёрные; срединный киль на 3-м тергите задняя поперечная борозда крупная и приподнятая. Основная окраска жёлтая, за исключением следующих чёрных частей: усики, лицо, лоб, темя, вершина мандибул и яйцеклад. Предположительно, как и близкие виды, паразитоиды личинок древесных жуков. Вид был впервые описан в 2007 году энтомологами Austin Kaartinen (University of Helsinki, Финляндия) и Donald Quicke (Chulalongkorn University, Бангкок, Таиланд).